# Портрети из Србије (књига)
Портрети из Србије или у преводу оригиналног наслова Леђима према свету : Портрети из Србије (норв. Med ryggen mot verden: Portretter fra Serbia) је дебитантска књига документарне прозе норвешке новинарке и књижевнице Осне Сејерштад. Како сама пише у уводу, књига говори о њена три путовања у Србију 1999, 2000. и 2004. године. Ауторка је у Србији боравила све време током НАТО бомбардовања, вратила се пред петооктобарске демонстрације и поново дошла у пролеће 2004. Књига прати судбине стварних ликова, грађана Србије, међу којима има и неколико јавних личности.

## Настанак књиге
Осне Сејерштад први пут је дошла у Србију марта 1999. године, када је почело НАТО бомбардовање, са задатком да извештава о конфликту за норвешку радио-телевизију 
НРК (Norsk Rikskringasting). Одлучивши да напише своју прву књигу, како сама каже, пронашла је тринаест појединаца и једну породицу и пратила њихове судбине током зиме и пролећа 2000. како би склопила ширу слику о дешавањима у Србији из перспективе њених становника. Остала је у Србији до лета 2000, када се вратила у Норвешку. Већ у септембру исте године њена прва књига је објављена.
Две недеље по објављивању Осне се вратила у Србију и са собом понела по један примерак књиге за сваког од својих саговорника. Непосредно пре њеног доласка били су одржани Избори за председника Савезне Републике Југославије а већ сутрадан су почеле петооктобарске демонстрације. Тада је одлучила да њена књига треба да има наставак.
Трећи пут боравила је у Србији у пролеће 2004. Поново је посетила своје саговорнике и у књигу додала њихова искуства у годинама непосредно после рушења режима Слободана Милошевића.
У Србији је књига први пут објављена 2006. и то допуњено издање, са разговорима из 2004. године. Оригинални назив књиге је Леђима према свету : Портрети из Србије (Леђима окренути свету), али је за српско издање одабран поднаслов Портрети из Србије.